# Radu Mircea Alexandrescu
Radu Mircea Alexandrescu (n. 1 ianuarie 1942, București, România) este un inginer mecanic și politician comunist român, fost membru de partid din 1972, membru supleant al C.C. al P.C.R. (24 noiembrie - 22 decembrie 1989) și fost director al Întreprinderii „Grivița Roșie” din București (din ianuarie 1988).

## Vezi și
- Lista membrilor Comitetului Central al Partidului Comunist Român